# Bulimulus amastroides
Bulimulus amastroides é uma espécie de gastrópode  da família Orthalicidae.
É endémica de Equador.